# Jakub Koelner
Jakub Koelner (ur. 14 lipca 1993 we Wrocławiu) – polski koszykarz występujący na pozycjach rzucającego obrońcy lub rozgrywającego. Reprezentant Polski we wszystkich juniorskich kategoriach wiekowych od U-16 do U-20. Srebrny medalista mistrzostw świata do lat 17 z 2010, obecnie zawodnik WKK Wrocław.

## Życiorys

### Kariera klubowa
Koelner jest wychowankiem WKK Wrocław, w którego seniorskiej drużynie występował od 2009 do 2014 roku. W tym czasie w jego barwach rozegrał 120 spotkań ligowych, z czego 37 w I lidze, a pozostałe 83 w II lidze.
Ponadto w sezonie 2012/2013, oprócz gry w drugoligowym wówczas WKK, był także zawodnikiem grającego w najwyższej klasie rozgrywkowej Śląska Wrocław. Jako zawodnik Śląska rozegrał w PLK 16 meczów, w których zdobył łącznie 11 punktów, miał 13 zbiórek i 9 asyst.
W sierpniu 2014 został zawodnikiem MKS-u Dąbrowa Górnicza. W sezonie 2014/2015, oprócz występów w grającym w PLK MKS-ie, Koelner występował także sporadycznie w drugoligowych rezerwach tego klubu (w 2 meczach ligowych rezerw zdobył łącznie 18 punktów). W marcu 2015, po rozegraniu 16 meczów PLK w pierwszej drużynie MKS-u, w których notował przeciętnie po 5,3 punktu i 1,3 asysty, przeniósł się do Trefla Sopot. W zespole tym w najwyższej klasie rozgrywkowej zagrał w 3 meczach, zdobywając 4 punkty i 2 zbiórki.
We wrześniu 2015 podpisał kontrakt z klubem BM Slam Stal Ostrów Wielkopolski. W jego barwach wystąpił jednak tylko w 2 meczach PLK, nie zdobywając ani jednego punktu. W grudniu 2015 klub z Ostrowa Wielkopolskiego zawiesił go w prawach zawodnika ze względu na niesportowe i nieprofesjonalne zachowanie oraz naruszenie klubowego regulaminu. Do końca sezonu 2015/2016 nie wystąpił już w żadnym spotkaniu ligowym.
W czerwcu 2016 podpisał kontrakt z ówczesnym beniaminkiem I ligi – klubem Jamalex Polonia Leszno. 13 września 2017 został zawodnikiem PGE Turowa Zgorzelec.
6 sierpnia 2018 dołączył, po raz kolejny w karierze, do WKK Wrocław.

### Kariera reprezentacyjna
Koelner jest reprezentantem Polski we wszystkich juniorskich kategoriach wiekowych poczynając od U-16, a kończąc na U-20. W swojej karierze trzykrotnie wystąpił na mistrzostwach Europy w określonych kategoriach wiekowych (w dywizji A do lat 16 w 2009 – 4. miejsce i do lat 18 w 2011 – 6. pozycja oraz w dywizji B do lat 20 w 2013), a także dwukrotnie w mistrzostwach świata (w 2010 do lat 17 – srebrny medal oraz w 2011 do lat 19 – 7. pozycja).

## Osiągnięcia
Stan na 15 września 2017, podstawie, o ile nie zaznaczono inaczej.
Klubowe
- Mistrz Polski juniorów starszych (2012, 2013)
- Wicemistrz Polski kadetów (2009)

Indywidualne
- Zaliczony do I składu mistrzostw Polski:
  - juniorów starszych (2012)
  - kadetów (2009)

Reprezentacja
- Wicemistrz świata U–17 (2010)
- Mistrz Europy U–20 dywizji B (2013)
- Uczestnik mistrzostw:
  - świata U–19 (2011 – 7. miejsce)
  - Europy:
    - U–18 (2011 – 6. miejsce)
    - U–16 (2009 – 4. miejsce)

## Życie prywatne
Jest synem Przemysława Koelnera.